# Kanton Haut-Périgord noir
Haut-Périgord noir is een kanton van het Franse departement Dordogne. Het kanton maakt deel uit van de arrondissementen  Périgueux en Sarlat-la-Canéda.  

Het telt 14.288 inwoners in 2018.

Het kanton werd gevormd ingevolge het decreet van 21 februari 2014 met uitwerking op 22 maart 2015 met Thenon als hoofdplaats.

## Gemeenten
Het kanton Haut-Périgord noir omvatte bij zijn vorming 34  gemeenten.
Op 1 januari 2017 werden de gemeenten Blis-et-Born, Le Change, Milhac-d'Auberoche en Saint-Antoine-d'Auberoche uit dit kanton en Bassillac et Eyliac uit het kanton Isle-Manoire samengevoegd tot de fusiegemeente (commune nouvelle) Bassillac et Auberoche.
Sindsdien omvat het kanton volgende gemeenten : 
- Ajat
- Auriac-du-Périgord
- Azerat
- La Bachellerie
- Badefols-d'Ans
- Bars
- Bassillac et Auberoche (deel)
- Beauregard-de-Terrasson
- Boisseuilh
- La Chapelle-Saint-Jean
- Châtres
- Chourgnac
- Coubjours
- Fossemagne
- Gabillou
- Granges-d'Ans
- Hautefort
- Le Lardin-Saint-Lazare
- Limeyrat
- Montagnac-d'Auberoche
- Nailhac
- Peyrignac
- Saint-Rabier
- Sainte-Eulalie-d'Ans
- Sainte-Orse
- Sainte-Trie
- Teillots
- Temple-Laguyon
- Thenon
- Tourtoirac
- Villac